# François Heilbronner
Pour les articles homonymes, voir Heilbronner.
François Heilbronner, né le 17 mars 1936 à Paris, est un haut fonctionnaire et homme d'affaires français. Il est principalement connu pour sa présidence de la compagnie d'assurances nationalisée le GAN (1986-1994).

## Biographie

### Formation et débuts
François Heilbronner est diplômé de l'Institut d'études politiques de Paris (section Économie et finances, promotion 1956) et ancien élève de l'École nationale d'administration (promotion Albert Camus, 1962).
Il est inspecteur des finances, puis Secrétaire Général adjoint du SGCI (Secrétariat Général du Comité Interministériel pour les questions de  Coopération économique européenne)et conseiller technique au cabinet de Michel Debré, Ministre des Affaires étrangères. Il est ensuite successivement directeur de cabinet du ministre de l'Agriculture, Jacques Chirac de 1972 à 1974, directeur du cabinet du Ministre de l'intérieur ( Jacques Chirac) en 1974 , directeur adjoint du cabinet du Premier ministre Jacques Chirac de 1974 à 1976. En 1978, il est battu aux élections législatives après s'être présenté dans la deuxième circonscription de la Charente-Maritime. En 1986, il est à nouveau directeur adjoint du cabinet du Premier ministre Jacques Chirac.

### Présidence du GAN
En 1986, le gouvernement nomme François Heilbronner , à la présidence de la compagnie d'assurance nationalisée le GAN dont il assurera la direction jusqu'en 1994. Dans une période de concentration dans le secteur de l'assurance où le GAN est menacé d'être absorbé par un de ses concurrents, François Heilbronner s'attache à maintenir l'indépendance du GAN, notamment par une stratégie d'alliance avec un groupe bancaire. Dans ce but, en 1988, lors du retour en  des socialistes au pouvoir, il s'associe au raid lancé par Georges Pébereau et initié par Pierre Bérégovoy, à l'époque ministre des Finances, contre la Société générale,, raid qui débouchera sur l'affaire de la Société générale. Cela lui permet de prendre le contrôle du Crédit industriel et commercial (CIC) et de lancer la bancassurance,. 
Il cherche par ailleurs à moderniser le GAN et à le faire grossir par croissance interne de son chiffre d'affaires. Le GAN se développe , tout en restant nettement bénéficiaire. Les journaux font l'éloge de François Heilbronner « homme d'équipe, chef d'entreprise », « manager épanoui », « manager à l'américaine ». Le Journal de l'Assurance fait même de François Heilbronner « le rénovateur du GAN » son "Homme de l'année 1992"
Cependant  le GAN rencontre deux problèmes. Le premier est la dégradation à partir de 1992 du marché de l'assurance-dommages. Cette crise touche tous les assureurs, mais le GAN plus que les autres dans la mesure où, sous l'impulsion de François Heilbronner, il avait lancé une importante offensive commerciale pour gagner des parts de marché en période de haut du cycle. En 1992, puis à nouveau en 1993, le GAN enregistre une perte de 1 milliard de francs en assurance-dommages. Au total, en ajoutant les exercices 1994 et 1995, l'assurance-dommages coûtera au GAN 4,2 milliards francs. Bien que lourdes, ces pertes restent absorbables par le GAN[source insuffisante], compte tenu des bénéfices de ses autres activités et de l'importance accrue de ses fonds propres (21,7 milliards de francs fin 1993),.
Le second problème, beaucoup plus grave, est celui des pertes énormes dues au rachat par le GAN de l'UIC, une banque immobilière, filiale du CIC, membre à l'époque du groupe GAN ayant fait de nombreux crédits hasardeux à des promoteurs devenus insolvables du fait de la crise immobilière. Le rachat de l'UIC a été réalisé sur l'incitation du cabinet de Michel Sapin, à cette époque ministre des Finances. Dès les comptes de 1993, François Heilbronner, dont le mandat venait à échéance en juin 1994, décidait un effort massif (6,3 milliards de francs décomposé en 3,3 milliards pour 1993 et 3 Mmlliards pour 1994) de provisionnement des charges futures d'UIC. Il y consacrait 2,7 milliards de francs de plus-values latentes du GAN, transférées à une structure de défaisance de l'UIC et les 3,3 milliards de francs d'un bénéfice exceptionnel dû à une modification des règles comptables du GAN VIE. Selon le quotidien Libération, toutefois, François Heilbronner aurait usé d'un artifice comptable pour dissimuler les pertes, la perte de 2,6 milliards de francs de l'exercice 1993 étant notamment transformée en un bénéfice de 414 millions de francs.
Dans les années suivantes, après le départ de François Heilbronner, de nouvelles pertes apparaissent à l'UIC, et donc au GAN, du fait de la persistance et de l'aggravation de la crise immobilière.
En 1997, les pertes cumulées du GAN devant être payées par le contribuable français sont estimées par le journal Libération à 20 milliards de francs, cette évaluation a minima ne prenant pas en compte la structure de défaisance mise en place en 1994. En 1998, le quotidien Libération avance que les « errements insensés d'un groupe » auront coûté au contribuable français entre 4 et 5 milliards de francs.
Le Sénat quant à lui, à l'occasion de son débat validant les aides et garanties de l'Etat au GAN (article 32), a établi que si le GAN était resté bénéficiaire pendant chacun des 8 exercices de la gestion de François Heilbronner, les pertes très lourdes d'UIC sur les années 1993 à 1996 avaient atteint 12 milliards de francs, obligeant l'Etat à intervenir. 
Sur la responsabilité de ces pertes, il y a eu débat. Le gouvernement Édouard Balladur (1994-1995) qui, selon certaines sources, aurait mis fin en 1994 aux fonctions de François Heilbronner à la tête du GAN pour le punir de sa participation au raid mené en 1988, à l'initiative du gouvernement socialiste de l'époque, contre la Société générale,,,, lui imputait volontiers la responsabilité de ces pertes même quand elles se produisaient plusieurs années après son départ[réf. nécessaire]. Beaucoup de  journaux l'ont suivi en ce sens, critiquant violemment la gestion de François Heilbronner.
François Heilbronner a expliqué à l'époque  que l’État, en se réservant la nomination de tous les présidents du CIC, avait privé le GAN de toute possibilité de diriger l’UIC et
que de ce fait le GAN n’avait eu aucun rôle dans la gestion, dans les crédits, ni, par suite, dans les pertes d'UIC.
La Commission des opérations de bourse (COB) et  la Justice qui avaient  toutes deux ouvert des enquêtes sur les comptes de l'UIC, n'ont pas mis François Heilbronner en cause. Le rapport du Sénat impute « aux dirigeants de l'UIC », et non à François Heilbronner, la responsabilité des pertes de l'UIC. Quant à la Cour des comptes qui avait sur le GAN, entreprise publique, un contrôle permanent et qui a publié plusieurs rapports spécifiques sur l'UIC, elle n'a , s'agissant des pertes de l'UIC, émis aucune critique concernant François Heilbronner.

### L'après-GAN
En 1997, François Heilbronner et son gendre Imad Lahoud créent un fonds d'investissement, le Volter Fund Limited, immatriculé aux Îles Vierges britanniques. Ce fonds fait faillite au début de 2000 laissant un déficit de 42 millions de dollars. Quatre banques portent plainte. En 2002, il est mis en examen pour « escroquerie en bande organisée avec appel public à l'épargne »,. En 2012, Imad Lahoud est condamné à trois ans de prison avec sursis et François Heilbronner est relaxé. 
De 2001 à 2004, François Heilbronner est Président du groupe Arbel (Wagons de marchandises, fenêtres PVC…).
Il est depuis 2017  Délégué du Défenseur des Droits à Paris[Quand ?].[réf. souhaitée]

### Distinctions
Il est élevé au grade de chevalier de la Légion d'Honneur le 13 juillet 1984.

### Vie privée
François Heilbronner est marié. Il a quatre enfants. Sa fille Anne-Gabrielle, secrétaire générale du groupe Publicis, a été l'épouse d'Imad Lahoud.